# Shen Weixiao
Shen Weixiao – chiński matematyk, profesor Fudan University. Zajmuje się układami dynamicznymi.

## Życiorys
Stopień doktora uzyskał w 2001 na Uniwersytecie Tokijskim, promotorem doktoratu był Mitsuhiro Shishikura.
Swoje prace publikował m.in. w najbardziej prestiżowych czasopismach matematycznych świata: „Annals of Mathematics” i „Inventiones Mathematicae". Redaktor m.in. „Ergodic Theory and Dynamical Systems”, „Discrete and Continuous Dynamical Systems" i „Chinese Annals of Mathematics”.
W 2014 roku wygłosił wykład sekcyjny na Międzynarodowym Kongresie Matematyków w Seulu. 
Laureat Chern Award Chińskiego Towarzystwa Matematycznego z 2009 i Xplorer Prize z 2021.